# Pollenia hispida
Pollenia hispida är en tvåvingeart som beskrevs av Dear 1986. Pollenia hispida ingår i släktet vindsflugor, och familjen spyflugor. Inga underarter finns listade i Catalogue of Life.